# Chiến tranh ma túy México
Chiến tranh ma túy Mexico (tiếng Tây Ban Nha: guerra contra el narcotráfico en México, hay còn được biết đến với tên gọi Chiến tranh chống narco; tiếng Tây Ban Nha: Guerra contra el narco) là một cuộc xung đột vũ trang phi đối xứng đang diễn ra giữa chính phủ Mexico và các băng đảng buôn bán ma túy khác nhau. Kể từ khi quân đội Mexico chính thức can thiệp vào năm 2006, mục tiêu chính mà chính phủ đề ra là giảm thiểu tình trạng bạo lực có liên quan đến ma tuý. Thêm vào đó, chính phủ Mexico cũng tuyên bố rằng trọng tâm của họ là giải thể các băng đảng và ngăn chặn đường dây buôn ma túy ở quốc gia này.
Mặc dù các tổ chức buôn lậu ma túy ở Mexico đã tồn tại trong nhiều thập kỉ, nhưng ảnh hưởng của họ chỉ gia tăng kể từ khi băng đảng Cali và Medellin ở Colombia sụp đổ vào những năm 90. Các băng đảng ma túy ở Mexico giờ đây chiếm lĩnh thị trường ma túy bất hợp pháp bán sỉ và năm 2007 đã kiểm soát 90% số lượng cocaine nhập vào Hoa Kỳ. Các vụ bắt giữ các nhà lãnh đạo băng đảng ma túy chủ chốt, đặc biệt là của các băng đảng Tijuana và Gulf, đã dẫn tới tình trạng gia tăng bạo lực vì ma túy khi các tập đoàn đánh nhau để kiểm soát các tuyến buôn lậu vào Hoa Kỳ.
Các nhà phân tích ước tính thu nhập bán sỉ từ buôn bán ma túy bất hợp pháp dao động từ 13,6 đến 49,4 tỷ đô la mỗi năm.
Vào cuối nhiệm kỳ của Felipe Calderón (ngày 1 tháng 12 năm 2006 - ngày 30 tháng 11 năm 2012), số người chết chính thức của Chiến tranh Ma túy Mexico ít nhất là 60.000. Ước tính số người chết trên 120.000 người chết tới năm 2013, không kể 27.000 người mất tích.

## Bối cảnh
Với vị trí địa lý, Mexico từ lâu đã được sử dụng làm điểm dừng và trung chuyển cho ma túy và hàng hóa lậu thuế giữa châu Mỹ Latinh và thị trường Hoa Kỳ. Những người bán rượu lậu ở Mexico đã cung cấp rượu cho các băng đảng Hoa Kỳ trong suốt thời gian Cấm rượu ở Hoa Kỳ, và bắt đầu buôn bán ma túy bất hợp pháp với Hoa Kỳ khi lệnh cấm bán rượu chấm dứt vào năm 1933. Vào cuối những năm 1960, những kẻ buôn lậu ma túy ở Mexico bắt đầu buôn lậu ma túy trên quy mô lớn.
Trong những năm 1970 và đầu những năm 1980, Pablo Escobar của Colombia là nhà xuất khẩu cocaine chính và đã làm việc với các mạng lưới tội phạm có tổ chức trên khắp thế giới. Khi các nỗ lực cưỡng chế tăng lên ở Nam Florida và Caribbean, các tổ chức Colombia hình thành quan hệ đối tác với những kẻ buôn bán ma túy ở Mexico để vận chuyển cocaine qua Mexico vào Hoa Kỳ.
Điều này đã được thực hiện một cách dễ dàng bởi vì Mexico từ lâu đã là một nguồn chính của heroin và cần sa, và những kẻ buôn bán ma túy từ Mexico đã thành lập một cơ sở hạ tầng sẵn sàng để phục vụ những kẻ buôn lậu ở Colombia. Vào giữa những năm 1980, các tổ chức từ Mexico đã là các cơ sở vận chuyển cocaine vững vàng và đáng tin cậy của Colombia. Ban đầu, các băng nhóm Mexico được thanh toán bằng tiền mặt cho các dịch vụ vận chuyển của họ, nhưng vào cuối những năm 1980, các tổ chức vận tải Mexico và các nhà buôn ma túy Colombia thỏa thuận thanh toán bằng sản phẩm. Những người vận chuyển từ Mexico thường được cho từ 35% đến 50% mỗi lô hàng cocaine. Sự sắp xếp này có nghĩa là các tổ chức từ Mexico đã tham gia vào việc phân phối, cũng như vận chuyển cocaine, và chính bản thân họ trở thành những kẻ buôn bán ma túy. Hiện tại, băng đảng Sinaloa và Gulf Cartel đã tiếp quản việc buôn bán ma túy từ Colombia tới các thị trường trên toàn thế giới.
Sự cân bằng quyền lực giữa các cartel khác nhau của Mexico liên tục thay đổi khi các tổ chức mới xuất hiện và những băng đảng cũ suy yếu và sụp đổ. Một sự gián đoạn trong hệ thống, chẳng hạn như những vụ bắt giữ hoặc tử vong của những kẻ cầm đầu băng đảng, gây ra đổ máu khi các đối thủ nhảy vào để khai thác khoảng trống của quyền lực. Thỉnh thoảng, các khoảng trống lãnh đạo cũng được tạo ra bởi những thành công về thực thi pháp luật chống lại một băng đảng nào đó, hoặc bằng cách hối lộ các quan chức Mexico để họ hành động chống lại một đối thủ hoặc rò rỉ thông tin tình báo về hoạt động của đối thủ cho chính phủ Mexico Hoặc Cơ quan Quản lý chống Ma túy Hoa Kỳ.
Trong khi nhiều yếu tố đã góp phần cho việc gia tăng bạo lực, các nhà phân tích an ninh tại thành phố Mexico phát hiện ra nguồn gốc của tai họa đang gia tăng là do sự sụp đổ sự sắp đặt ngầm giữa các con buôn ma tuý và các chính phủ bị kiểm soát bởi Đảng cách mạng thể chế (PRI), bắt đầu mất đi quyền lực chính trị vào cuối những năm 1980.
Cuộc chiến giữa các băng nhóm ma túy đối nghịch bắt đầu một cách nghiêm trọng, sau khi ông Miguel Ángel Félix Gallardo, người điều hành kinh doanh cocaine ở Mexico, bị bắt vào năm 1989. Đã có một khoảng thời gian lặng sóng vào cuối những năm 1990 nhưng bạo lực đã trở nên tồi tệ hơn kể từ năm 2000.

### Các tổng thống đảng PAN
Đảng trung tả PRI cai trị Mexico trong khoảng 70 năm cho đến năm 2000. Trong thời gian này, các băng đảng ma túy đã mở rộng quyền lực và tham nhũng, và các hoạt động chống ma túy tập trung chủ yếu vào việc tiêu huỷ các thu gặt cần sa và thuốc phiện ở miền núi vùng. Không có hoạt động quân sự quy mô lớn nào chống lại cấu trúc cốt lõi của họ ở các khu vực đô thị cho tới cuộc bầu cử Mexico năm 2000, khi Đảng cánh hữu PAN giành được chức vụ tổng thống và bắt đầu một biện pháp thẳng tay đối với các băng đảng trong sân chơi của họ.

#### Nhiệm kỳ tổng thống Vicente Fox

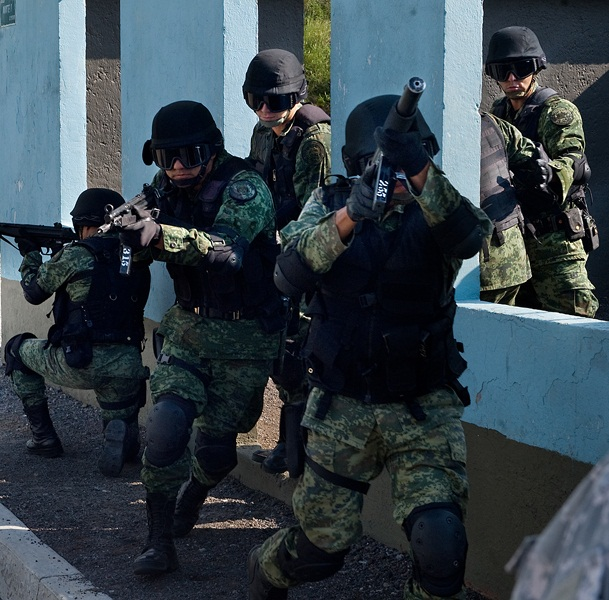
Quân đội Mexico truy lùng các dấu hiệu tội phạm trong tháng 8 năm 2010.

Người ta ước tính có khoảng 110 người chết ở Nuevo Laredo trong khoảng thời gian từ tháng 1 đến tháng 8 năm 2005 do cuộc chiến giữa băng đảng Gulf và Sinaloa. Cùng năm đó, tình trạng bạo lực gia tăng ở tiểu bang Michoacan khi băng đảng ma túy La Familia Michoacana được thành lập.

#### Nhiệm kỳ tổng thống Felipe Calderon
Vào ngày 11 tháng 12 năm 2006, tân Tổng thống mới được bầu Felipe Calderón gửi 6.500 quân đội Mexico đến Michoacán để chấm dứt bạo lực ở đó. Hành động này được coi là hành động trả đũa đầu tiên chống lại hành vi bạo lực của các băng đảng và thường được coi là điểm khởi đầu của cuộc chiến tranh về ma tuý giữa Chính phủ và các tổ chức ma túy. Calderón sau đó tiếp tục tăng cường chiến dịch chống ma túy của mình, trong đó có khoảng 45.000 binh lính tham gia cùng với lực lượng cảnh sát bang và liên bang.

#### Nguồn

Các tuyến đường ma túy ở Mexico